# 二年制專科學校
二年制專科學校簡稱二專，為實施臺灣二年制專科教育學制的學校機構。

## 簡介
招收對象為技術型高級中等學校之畢業生，或同等學歷參加四技二專統一入學測驗後，以技優甄保、推薦甄試、登記分發等方式入學就讀，學習時間為二至三年（二年制專科學校夜間部）的特別教育學制，實施目的為技職訓練。另外其學制最大特色為入學考試科目不但異於臺灣其他同類型學制，也嚴格限制考生資格必須為技術型高中（高職）的畢業生。以商業專科學校與工業專科學校為主的二專，應修學分數為至少80學分，學習年度通常為日間部為2年，夜間部要3年，畢業後可由學校頒發專科畢業證書，專科學校畢業可報考科技校院（技術學院及科技大學）二技或參加大學或科技校院四年制轉學考，或是以同等學歷（在畢業後三年工作年資）報考研究所碩士班，並依研究所規定補修大學部分課程學分。

## 沿革
- 1950年代，因為國共內戰失利，播遷來台的中華民國政府，初期於臺灣推廣的專科學校學制僅有三年制與五年制。
- 1951年，臺灣省立臺北工專增設二專部，招收高職畢業生。
- 1958年，時任台灣省議會副議長的謝東閔籌設實踐家政專科學校（現實踐大學）。同年9月，實踐家政專科學校成立，僅設有二年制家政科，只招收女生。為臺灣第一所私立家政專科學校。
- 1964年，為加速培育經濟建設所需之中級技術與佐理人才，教育部分別公布了〔專科以上學校夜間部設置辦法〕與〔公私立專科學校試辦二年制實用技藝部辦法〕，擴大辦理推廣教育，以期能充分利用各專上學校之師資、設備與教學資源。
- 1968年，為因應義務教育全面實施後的短期高等教育所需，教育部開始在本有公私立專科學校內試辦二年制實用專科部，另外更專門以公費設立或鼓勵民間創設多間公私立「二年制技藝專科學校」，上述兩專科學制最大特色為該學制嚴格高職畢業生或具有同職業學校學歷方能參加。同年，遠東集團創辦人徐有庠創設「私立亞東工業技藝專科學校」，為台灣第一所私立二年制專科學校。[1]
- 1969年，中國電纜之父孫法民（前太平洋電線電纜公司董事長）成立「私立龍華工業技藝專科學校」，設立二年制專科部機械技術、電工技術、工業電子、電化技術四科。
- 1973~1974年，停止二年制實用技藝部的招生，二年制技藝專科學校取消技藝二字而改以核准單獨成立二年制技藝專科學校，通稱二年制專科學校，以招收職業學校畢業生為準。[2]
- 1990年代末期臺灣實施教育改革後，為了提升技職教育進修管道，部分二年制專科學校已改制為二年制技術學院，並招收原二專或五專畢業生；惟其教育目的仍以技藝和職業科別訓練為主。
- 2004年仿傚美國學位制度改為授予副學士學位。[3]

## 二專進修專校
為提供回流教育升學管道，多所科技校院設有附設專科進修學校（二專學制；簡稱二專進修專校或進專），與高級中等學校附設進修學校構成一貫之進修教育體制。進修學校其入學資格與日間部、進修部等一般學制相同（應屆畢業生亦可報考），入學後學生修滿規定學分，成績及格符合畢業條件者，准予畢業，授予副學士學位證書，具有與一般學制同級、同類學校之畢業資格。進修專校無修業年限之上限，上課時間有非常高的比例安排於週六及週日上課，因此極適合在職人士返校進修；此外亦有配合職場人員上班時間屬性，安排於休假日之上課時段，例如安排於週一至週五其中1∼2日全天上課，或針對科技產業四班二輪之排班性質，將上課時間排在其休假日之排課方式。在招生方式方面，各進修專校招生採各校辦理單獨招生，考生入學成績採計方式以筆試或學經歷書面資料審查為主。詳細各校招生重要日程、報名手續、入學流程及相關規定皆請查閱各招生學校之招生簡章。